# Psicología general

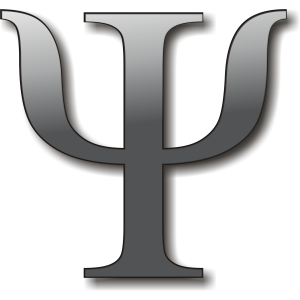
Psicología.

La psicología general o sicología general, a veces llamada también psicología experimental por el método seguido, o psicología cognitiva, por la orientación teórica dominante, es una subdisciplina de la psicología y representa la corriente principal de investigación científica acerca de las funciones mentales comunes a todos los seres humanos (al contrario de otras subdisciplinas como puede ser la psicología de la personalidad).

## Áreas de estudio
La psicología general se dedica sobre todo al estudio de los siguientes temas:
- Percepción
- Consciencia y atención
- Motivación
- Emoción
- Volición o voluntad
- Aprendizaje
- Cognición
- Memoria y conocimiento
- Lenguaje
- Pensamiento
- Resolución de problemas y lógica
- Personalidad